# Die Fabelmans
Die Fabelmans (Originaltitel The Fabelmans) ist ein US-amerikanisches Filmdrama von Steven Spielberg. Das teilweise autobiografisch geprägte Werk greift die Kindheit des Regisseurs auf und begleitet die titelgebende Familie Fabelman ab den 1950er Jahren von New Jersey nach Arizona und schließlich nach Kalifornien. Für die Hauptrolle des jugendlichen Filmemachers wurde Gabriel LaBelle verpflichtet, während seine Eltern von Michelle Williams und Paul Dano verkörpert werden. Die Premiere des Films erfolgte im September 2022 beim Toronto International Film Festival. Im November 2022 kam The Fabelmans in die US-amerikanischen und im März 2023 in die deutschen Kinos.

## Handlung
Sammy Fabelman lebt in den 1950er Jahren mit seiner Familie in New Jersey. Sammys Vater Burt ist Computeringenieur und stark von seiner Arbeit eingenommen. Er arbeitet mit seinem langjährigen Freund Bennie zusammen, der von den Kindern Onkel Bennie genannt wird und viel Zeit mit der Familie verbringt. Vater Burt denkt naturwissenschaftlich, während Mutter Mitzi Künstlerin ist. Sie spielt Klavier und hätte dies auch gerne beruflich getan, wenn nicht die Kinder gekommen wären.
Nachdem Sammy im Kino gemeinsam mit seinen Eltern seinen ersten Film Die größte Schau der Welt auf der großen Leinwand gesehen hat, ist er überwältigt und von dem gezeigten Zugunglück schockiert; im Film stößt ein Auto frontal mit einem Zug zusammen. Unauslöschlich brennt sich dieser Moment, die Explosion, die wild durch die Gegend fliegenden Einzelteile und der entgleisende Zug in sein Gehirn ein. Der Achtjährige beginnt, mit einer Modelleisenbahn die Szene aus dem Film nachzustellen, um herauszufinden, wie der Effekt zustande kam. Seine Mutter schlägt ihm vor, die Szene mit der 8-mm-Kamera seines Vaters aufzunehmen, damit er den Zusammenstoß immer wieder beobachten kann, statt die Modelleisenbahn zu ruinieren.
Auch nach dem Umzug von New Jersey nach Arizona lässt ihn die Begeisterung für bewegte Bilder nicht los. Um mit seinen Freunden immer aufwändigere Filme zu drehen, sucht Sammy nach einer besseren Filmausrüstung. Mit seinen Pfadfinder-Kameraden dreht er kurze Filme, die Geschichten über Postkutschenräuber oder den Krieg erzählen. Bei einem Campingausflug filmt er die Mitglieder seiner Familie und entwickelt zunehmend einen Blick für die Körpersprache anderer. Er erkennt, dass zwischen seiner Mutter und Bennie eine heimliche Liebesbeziehung besteht. Sammys Onkel Boris, der einst an der Produktion von Stummfilmen mitgearbeitet hat, erkennt in Sammy eine verwandte Seele und mahnt ihn eindringlich, dass die Liebe zur Kunst wichtiger sei als diejenige zur Familie.
Als Sammy Teenager ist, zieht die Familie nach Kalifornien, wo der Vater Arbeit bei IBM gefunden hat. Onkel Bennie lassen sie in Arizona zurück. Zwei Jungs an seiner neuen Schule schikanieren Sammy antisemitisch. Ein Mädchen namens Monica wirft jedoch ein Auge auf den Neuling. Ihr gemeinsames Gebet zu Jesus endet in heftigem Küssen.
Als ein Schulausflug ans Meer ansteht, leiht Monicas Vater Sammy eine Arriflex-16-mm-Kamera aus, damit er den Ausflug dokumentieren kann. Bei der Präsentation des Filmes zeigt sich, dass einer der beiden Rowdies als Trottel dargestellt ist, der andere als Superheld.
Sammys Eltern trennen sich, und seine Mutter kehrt mit den Mädchen nach Arizona zurück. Sammy bleibt beim Vater und besucht zunächst das College, was ihn aber unglücklich macht. Schließlich erlaubt ihm der Vater, seinen Traum zu verfolgen, Filme zu machen. Als Sammy zu einem Einstellungsgespräch bei CBS eingeladen wird, darf er für einen Moment in John Fords Büro kommen, um „den größten Regisseur aller Zeiten“ kennen zu lernen. Nach einer kurzen Lektion in Sachen Bildästhetik geht Sammy glücklich zwischen den Studiogebäuden davon, während die Kamera ihre Position im Sinn von John Ford korrigiert.

## Produktion

### Regie und Drehbuch
Regie führte Steven Spielberg, der gemeinsam mit Tony Kushner auch das Drehbuch schrieb. Es handelt sich um die erste Drehbuchmitwirkung von ihm seit A.I. – Künstliche Intelligenz (2001). Spielberg hatte bereits bei seinem vorherigen Film West Side Story mit Kushner zusammengearbeitet. In dem teilweise autobiografischen Film greift der Regisseur seine Kindheit auf, die er in Arizona verbrachte. Bei der Premiere von The Fabelmans sagte Spielberg: „Dieser Film ist für mich eine Möglichkeit, meine Mutter und meinen Vater zurückzubringen. Und er brachte mir auch meine Schwestern Annie, Susie und Nancy näher, als ich es je für möglich gehalten hätte.“ Einen ersten Drehbuchentwurf hatte Spielbergs Schwester Anne in der Zeit um die Jahrtausendwende verfasst.

### Besetzung und Synchronisation
| Darsteller        | Synchronsprecher  | Rolle                          |
| ----------------- | ----------------- | ------------------------------ |
| Gabriel LaBelle   | Vincent Borko     | Sammy Fabelman                 |
| Michelle Williams | Anna Grisebach    | Mitzi Schildkraut-Fabelman     |
| Paul Dano         | Timmo Niesner     | Burt Fabelman                  |
| Judd Hirsch       | Jürgen Kluckert   | Onkel Boris Podgorny           |
| Seth Rogen        | Tobias Kluckert   | Bennie Loewy                   |
| David Lynch       | Lutz Riedel       | John Ford                      |
| Sophia Kopera     | Clara Matthias    | Lisa Fabelman                  |
| Sam Rechner       | Amadeus Strobl    | Logan Hall                     |
| Chloe East        | Muriel Bielenberg | Monica Sherwood                |
| Julia Butters     | Nina Schatton     | Regina ‘Reggie’ Fabelman       |
| Birdie Borria     | Ellis Drews       | junge Regina ‘Reggie’ Fabelman |
| Keeley Karsten    | Milena Rybiczka   | Natalie Fabelman               |
| Nicolas Cantu     | Oliver Szerkus    | Hark                           |
| Gabriel Bateman   | Carlos Fanselow   | Roger                          |
| Robin Bartlett    | Marina Krogull    | Tina Schildkraut               |

Gabriel LaBelle spielt in der Hauptrolle Sammy Fabelman als Teenager. Zu Beginn des Films wird er als Kind von Mateo Zoryna Francis-Deford gespielt. Michelle Williams und Paul Dano spielen dessen Eltern Mitzi und Burt und Seth Rogen Onkel Bennie, den Arbeitskollegen und besten Freund seines Vaters. Julia Butters und Keeley Karsten spielen Sammys Schwestern Reggie und Natalie als Jugendliche. Als Kinder werden diese von Birdie Borria und Alina Brace verkörpert. Judd Hirsch spielt Onkel Boris. Robin Bartlett spielt Oma Tina Schildkraut, die Mutter von Mitzi. Jeannie Berlin spielt die in Kalifornien lebende Oma Hadassah, Chloe East das Mädchen namens Monica an Sammys neuer Schule dort, in das er sich verliebt. Oakes Fegley spielt Chad Thomas, von dem Sammy an der Schule gemobbt wird. Gabriel Bateman und Nicolas Cantu spielen Hark und Roger, zwei Jungen aus Sammys Pfadfindergruppe, die ihm beim Filmemachen helfen. In weiteren Rollen zu sehen sind Gustavo Escobar, Cooper Dodson, Lane Factor und Stephen Smith. Die Besetzung mit David Lynch wurde Anfang Januar 2022 bekannt. Er spielt den Filmregisseur John Ford, dessen Arbeit Spielberg stark beeinflusste. Im Film wird ein Treffen mit dem Filmemacher auf dem Grundstück von Paramount gezeigt.
Die deutsche Synchronisation entstand nach einem Dialogbuch von Alexander Löwe und der Dialogregie von Norman Matt im Auftrag der Iyuno-SDI Group Germany GmbH, Berlin.

### Dreharbeiten und Filmschnitt
Gedreht wurde der Film im Sommer 2021 im US-Bundesstaat Kalifornien, wohin Spielbergs Familie von Arizona aus gezogen war. Die Drehorte waren in Los Angeles, in Moorpark im Ventura County, in Malibu Beach, in Whittier im Los Angeles County und in den Universal Studios in Hollywood. Kameramann ist Janusz Kamiński, der ebenfalls bei West Side Story sowie weiteren vorherigen Filmprojekten von Spielberg für die Kameraarbeit verantwortlich zeichnete. Das Kamerateam arbeitete u. a. mit verschiedenen ARRI-Kameras, wie der Arri Alexa Mini LF mit Panavision PVintage-Linsen, der Arriflex 16 ST und der Arriflex 416.
Filmeditoren sind Sarah Broshar und Michael Kahn. Beginnend mit Unheimliche Begegnung der dritten Art aus dem Jahr 1977 war Kahn für den Schnitt in den meisten Filmen Steven Spielbergs verantwortlich. Mit Broshar hatte der Regisseur bereits für Die Verlegerin und West Side Story zusammengearbeitet.

### Filmmusik und Veröffentlichung
Die Filmmusik komponierte Spielbergs jahrzehntelanger Weggefährte John Williams.
Williams orchestrierte die Musik, leitete das Orchester und komponierte einige Passagen für Klavier. Der Score enthält Auszüge aus Haydns Klaviersonate Nr. 48 C-Dur Hob. XVI: 35, das Allegro Burlesco aus Friedrich Kuhlaus Sonatine a-moll op. 88 Nr. 3, das Adagio aus Bachs Klavierkonzert d-moll BWV 974 (nach einem Konzert von Alessandro Marcello) und den 1. Satz aus Beethovens Klaviersonate f-Moll op. 2 Nr. 1, alle gespielt von Joanne Pearce Martin, Solopianistin des Los Angeles Philharmonic Orchestra.
Die Partitur für Kammerorchester enthält Soli für Harfe, Gitarre und Celesta.
Das Soundtrack-Album mit zwölf Musikstücken erschien im November 2022 als Download und als CD.
Der Film feierte am 11. September 2022 beim Toronto International Film Festival seine Premiere. Anwesend waren neben Spielberg auch seine Schwestern Annie, Susie und Nancy. Am selben Tag wurde auch ein Trailer veröffentlicht. Die US-Premiere erfolgte Anfang November 2022 beim AFI Fest, wo er als Abschlussfilm gezeigt wurde. Ein limitierter Kinostart von The Fabelmans war am 11. November 2022. Am 23. November 2022 kam der Film dann landesweit in die US-amerikanischen Kinos. Mitte November 2022 eröffnete Die Fabelmans das Cairo International Film Festival. Der Kinostart in Deutschland erfolgte am 9. März 2023. Einen Monat zuvor erfolgte eine Präsentation im Rahmen der 73. Berlinale.

## Rezeption

### Kritik und Einspielergebnis
Von den bei Rotten Tomatoes aufgeführten Kritiken sind 92 Prozent positiv bei einer durchschnittlichen Bewertung mit 8,2 von 10 möglichen Punkten. Auf Metacritic erhielt der Film einen Metascore von 84 von 100 möglichen Punkten.

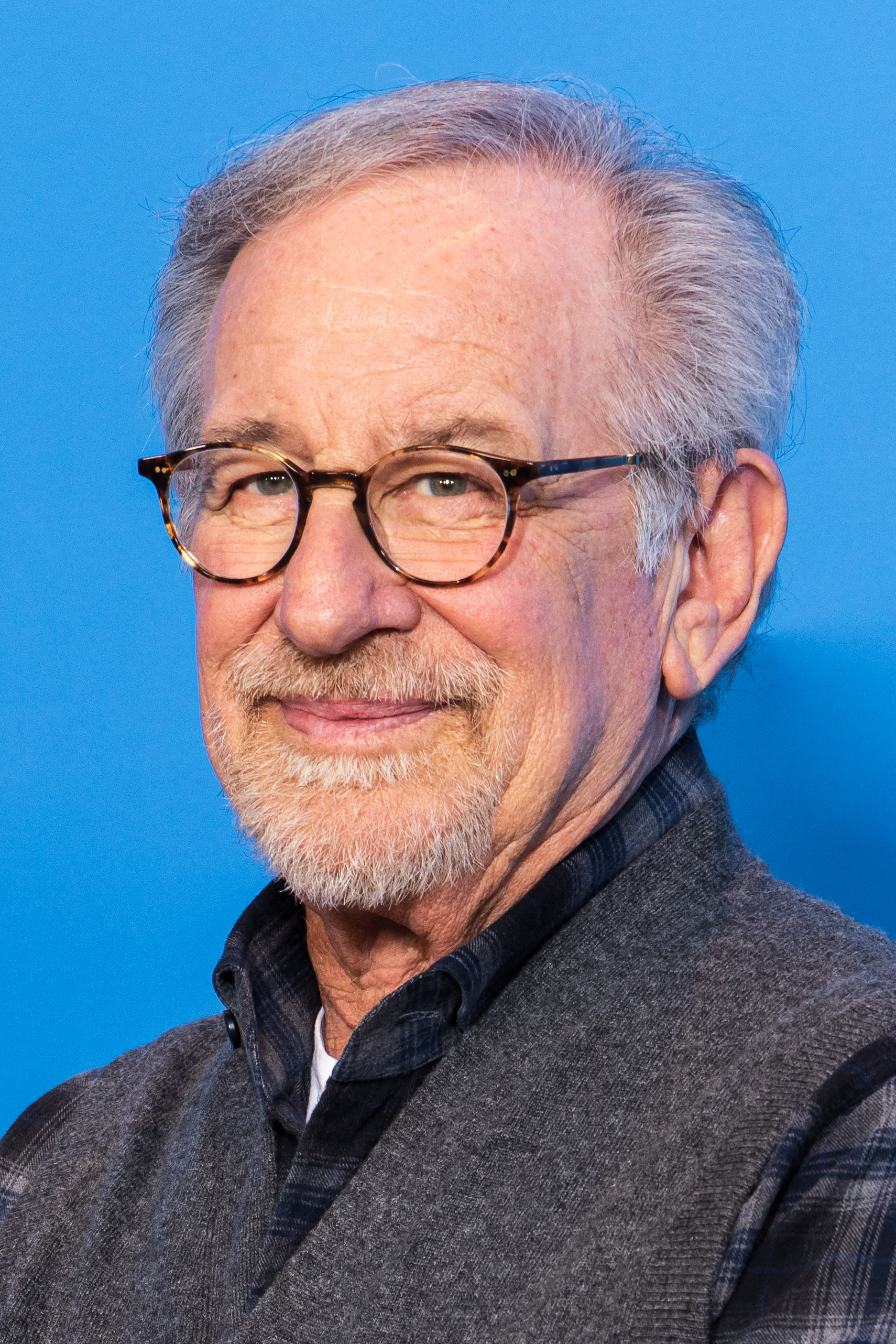
Regisseur Steven Spielberg im Februar 2023 bei der Berlinale

Joey Magidson von awardsradar.com schreibt, The Fabelmans habe fast alles, was man sich in einem Film wünscht. Er sei lustig, er sei traurig, und er sei hoffnungsvoll. Man durchlaufe als Zuschauer die ganze Bandbreite der Emotionen, und Spielberg habe in Höchstform gearbeitet. Es sei eine Freude, diese Besetzung in Aktion zu sehen. Gabriel LaBelle sei eine Entdeckung und Offenbarung, während Michelle Williams einem das Herz breche. Paul Dano habe zwar die am wenigsten auffällige Rolle, finde aber stille Würde in der väterlichen Figur. Judd Hirsch sei zwar nur in wenigen Szenen zu sehen, doch sein langer Monolog über das Showbusiness sei ein absoluter Hingucker. Spielberg habe womöglich die unterhaltsamste Filmtherapiesitzung der letzten Zeit geschaffen, und The Fabelmans sei die Krönung für einen legendären Geschichtenerzähler.
Sandro Biener von what the film bemerkt, dass The Fabelmans trotz vereinzelter Längen dank seiner stilistisch authentischen und packenden Erzählweise, der überzeugenden Schauspieler und vielen emotionalen Momenten, ein großartiger Film sei, der seinem eigenen Medium ehrenvoll Tribut zollt. Vor allem aber sei es die Geschichte eines kleinen Jungen, der beeindruckt von seinen Kinoerlebnissen, später zu einem der kommerziell erfolgreichsten Filmregisseure der Welt aufstieg und dessen Kindheit und Probleme, die sich ihm erstmal in den Weg stellten, universell auf viele andere Lebensgeschichten übertragbar sei. Am Ende eine Empfehlung für alle, die mit Steven Spielbergs Filmen aufgewachsen sind, diese für sich später entdeckt haben, Teil der Filmbranche sind oder einfach auch nur eine Liebe für Filme pflegen und ihnen einen cineastischen Wert beimessen. Es sei letztlich ein handgeschriebener Liebesbrief an die unbändige Kraft der Filmsprache, mit welcher Spielberg in Reinform seine Anfänge Revue passieren lasse.
Vom Lexikon des internationalen Films erhielt der Film viereinhalb von fünf möglichen Sternen und die Bewertung „Sehenswert“. Er sei „eine leichte, augenzwinkernde Feier der Macht des Kinos, unterschwellig aber auch melancholisch gefärbt.“
Die Deutsche Film- und Medienbewertung versah den Film mit dem Prädikat besonders wertvoll. In der Begründung heißt es, nicht nur, dass der im Film ironisch als Schlüsselerlebnis eingesetzte Ratschlag des alten John Ford beherzigt wurde, den Horizont nie die Mitte des Bildes teilen zu lassen, finde vor allem die Kameraarbeit von Janusz Kamiński über die reine Abbildung der Szenen hinaus für viele Szenen gekonnte Perspektiven, wie den Familientisch etwas distanziert aus einem erhöhten Winkel zu zeigen oder auch Spiegelungen von Szenen. Die Kamera schaffe die ideale Balance aus Teilnahme und Betrachtung, indem sie oft die Augenhöhe verlässt oder eben selbst durch einen Sucher schaut.
Die weltweiten Einnahmen des Films aus Kinovorführungen belaufen sich auf 42,3 Millionen US-Dollar. In Deutschland verzeichnet er 115.171 Besucher.

### Interpretation und Analyse
Peter Debruge von Variety bemerkt in seiner Kritik die Ähnlichkeit von The Fabelmans mit Woody Allens autobiografischem Film Radio Days. Steven Spielberg lade das Publikum in sein Zuhause und in seinen Kopf ein, in dem mit frisch gebuttertem Popcorn alles besser zu laufen scheint. Wenn man mit den Filmen des Regisseurs aufgewachsen ist, habe man sicherlich bemerkt, dass bestimmte Themen immer wieder aufgegriffen werden, insbesondere die Art und Weise, wie Eltern mit ihren Kindern umgehen, so der distanzierte Vater, der in Unheimliche Begegnung der dritten Art seine Familie auseinanderbrechen lässt, oder der erwachsene Peter Pan, der in Hook für seine Kinder kämpft. Solche Bindungen spielten in Spielbergs Filmen eindeutig eine Rolle, und in The Fabelmans erzähle der Regisseur davon, wie es in seiner eigenen Familie aussah, wobei er sich Raum für ein gewisses Maß an kreativer Freiheit ließ. Debruge schreibt weiter, es müsse für den Regisseur ein Spaß gewesen sein, seine ersten Versuche vor der Kamera nachzuspielen, vom Einwickeln seiner Schwestern in Toilettenpapier für einen Mumienfilm bis hin zu Escape to Nowhere, dem 40-minütigen Kriegsfilm, den er in seiner Zeit als Pfadfinder mit seinen Freunden drehte.
Thomas Schultze von Blickpunkt:Film erklärt, The Fabelmans erzähle eine Education sentimental und sei so persönlich, dass einem bewusst werde, wie persönlich selbst die vermeintlich unpersönlichen großen Spektakel Spielbergs sind und auch wie sie von den Erfahrungen angetrieben wurden, die seinen Weg zum Erwachsenwerden geprägt hatten. Der Film widerlege auch eine Aussage von Peter Biskind, der Steven Spielberg als Außenseiter und Langweiler beschrieb. Zwar seien auch alle die aus Biografien und Interviews bekannten Anekdoten in dem Film versammelt, wie in einem Best of Spielberg, der erste Kinobesuch, die künstlerisch veranlagte Mutter, der der Technik zugetane Vater, das jüdische Leben an der Westküste, der verrückte Onkel, der auftaucht, den jugendlichen Spielberg auf ein künstlerisches Leben einschwört und wieder verschwindet, die immer komplexer werdenden Super-8-Filme, die er dreht, selbst der Affe, den seine Mutter als Haustier nach Hause bringt, so Schultze, doch sie bildeten nur den Rahmen, aus ihnen forme er das Drama, das sich parallel in zwei Richtungen entfaltet, der junge Mann, der seinen Weg finden muss, und das Ehedrama seiner Eltern.
Michael Meyns beschreibt Die Fabelmans in seiner Funktion als Filmkorrespondent der Gilde deutscher Filmkunsttheater, wie der Titel schon andeutet, als eine Fabel, ein Märchen, eine idealisierte Version einer Kindheit und der ersten Schritte des späteren Meisterregisseurs. In vielen Momenten dieses Coming-of-Age-Films werde deutlich, wie sehr Spielberg die Probleme seiner Familie, die Scheidung seiner Eltern und die Zerstörung seiner Illusion belastet haben, was er bereits in zahlreichen Filmen seiner illustren Karriere immer wieder thematisierte. In Die Fabelmans bringe er nun etwas auf den Punkt, was unterschwellig von Beginn seiner Karriere zu spüren und zu sehen war. Doch was lange Subtext war, sei nun Text und dabei alles andere als subtil.

### Einsatz im Unterricht
Das Onlineportal kinofenster.de empfiehlt den Film ab der 7. Klasse für die Unterrichtsfächer Deutsch, Englisch, Kunst, Ethik und Religion und bietet Material für den Unterricht. Philipp Bühler schreibt dort, Szenen, in denen der jugendliche Protagonist mithilfe eines Modells und später auch beim Drehen eines Westerns Spielbergs eigene Anfänge nachstellt, würden zur Nachahmung und eigenen Filmaufnahmen einladen. Hierzu könne auch das Handy benutzt werden. In diesem Zusammenhang sollten aber auch Unterschiede zwischen dem hier gefeierten analogen und heutigen digitalen Filmemachen, also auch zwischen selbst realisierten Spezialeffekten und computerbasierten visuellen Effekten analysiert werden.

### Auszeichnungen
Vom American Film Institute wurde Die Fabelmans in die Top Ten der Filme des Jahres 2022 aufgenommen. Im IndieWire Critics Poll des Jahres 2022 landete Die Fabelmans auf dem fünften Platz. Im Rahmen der Verleihung der British Academy Film Awards 2023 befand sich der Film unter anderem in Longlists in den Kategorien Bester Film, Bestes Drehbuch und Michelle Williams als Beste Hauptdarstellerin. Im Folgenden eine Auswahl von Nominierungen und Auszeichnungen.
AACTA International Awards 2023
- Nominierung für die Beste Regie (Steven Spielberg)
- Nominierung als Beste Hauptdarstellerin (Michelle Williams)[43]

Alliance of Women Film Journalists Awards 2023
- Nominierung als Bester Film
- Nominierung für die Beste Regie (Steven Spielberg)
- Nominierung für das Beste Drehbuch (Tony Kushner und Steven Spielberg)
- Nominierung für die Beste Kamera (Janusz Kamiński)[44]

Art Directors Guild Awards 2023
- Nominierung für das Beste Szenenbild eines Historienfilms (Rick Carter)[45]

Artios Awards 2023
- Auszeichnung für das Beste Casting in einem Big-Budget-Filmdrama (Cindy Tolan & Nicholas Petrovich)[46]

British Academy Film Awards 2023
- Nominierung für das Beste Originaldrehbuch (Tony Kushner und Steven Spielberg)

Chicago Film Critics Association Awards 2022
- Nominierung für das Beste Originaldrehbuch (Tony Kushner und Steven Spielberg)
- Nominierung als Beste Nebendarstellerin (Michelle Williams)[47]

Critics’ Choice Movie Awards 2023
- Auszeichnung als Bester Jugenddarsteller (Gabriel LaBelle)[48]
- Nominierung als Bester Film
- Nominierung für die Beste Regie (Steven Spielberg)
- Nominierung für das Beste Originaldrehbuch (Steven Spielberg & Tony Kushner)
- Nominierung als Beste Hauptdarstellerin (Michelle Williams)
- Nominierung als Bester Nebendarsteller (Paul Dano)
- Nominierung als Bester Nebendarsteller (Judd Hirsch)
- Nominierung als Bestes Schauspielensemble
- Nominierung für die Beste Kamera (Janusz Kaminski)
- Nominierung für die Beste Musik (John Williams)
- Nominierung für das Beste Szenenbild (Rick Carter & Karen O’Hara)

Directors Guild of America Awards 2023
- Nominierung für die Beste Regie – Spielfilm (Steven Spielberg)[49]

Golden Globe Awards 2023
- Auszeichnung als Bester Film – Drama
- Nominierung als Beste Hauptdarstellerin – Drama (Michelle Williams)
- Nominierung für die Beste Filmmusik (John Williams)
- Nominierung für das Beste Drehbuch (Tony Kushner und Steven Spielberg)
- Auszeichnung für die Beste Regie (Steven Spielberg)[50]

Grammy Awards 2024
- Nominierung als Bester komponierter Soundtrack für visuelle Medien (John Williams)

London Critics’ Circle Film Awards 2023
- Nominierung als Bester Film
- Nominierung für das Beste Drehbuch (Steven Spielberg & Tony Kushner)[51]

National Board of Review Awards 2022
- Auszeichnung für die Beste Regie (Steven Spielberg)
- Auszeichnung als Bester Nachwuchsdarsteller (Gabriel LaBelle)
- Aufnahme in die Top-Ten-Filme[52]

National Society of Film Critics Awards 2023
- Drittplatzierte in der Kategorie „Beste Hauptdarstellerin“ (Michelle Williams)[53]

Online Film Critics Society Awards 2023
- Nominierung als Bester Film
- Nominierung für die Beste Regie (Steven Spielberg)
- Nominierung für das Beste Originaldrehbuch (Steven Spielberg & Tony Kushner)
- Nominierung als Bester Nebendarsteller (Paul Dano)
- Nominierung für die Beste Kamera (Janusz Kamiński)
- Nominierung für die Beste Filmmusik (John Williams)
- Nominierung für den Besten Schnitt (Sarah Broshar & Michael Kahn)
- Nominierung für das Beste Szenenbild (Rick Carter)[54]

Oscarverleihung 2023
- Nominierung als Bester Film
- Nominierung für die Beste Regie (Steven Spielberg)
- Nominierung für das Beste Originaldrehbuch (Steven Spielberg und Tony Kushner)
- Nominierung als Beste Hauptdarstellerin (Michelle Williams)
- Nominierung als Bester Nebendarsteller (Judd Hirsch)
- Nominierung für die Beste Filmmusik (John Williams)
- Nominierung für das Beste Szenenbild (Rick Carter und Karen O’Hara)[55]

Palm Springs International Film Festival Awards 2023
- Auszeichnung mit dem Vanguard Award[56]

Producers Guild of America Awards 2023
- Nominierung für den Darryl F. Zanuck Award[57]

Satellite Awards 2022
- Nominierung als Bester Spielfilm – Drama
- Nominierung für die Beste Regie (Steven Spielberg)
- Nominierung für das Beste Originaldrehbuch  (Tony Kushner und Steven Spielberg)
- Nominierung als Bester Hauptdarsteller – Drama (Gabriel LaBelle)
- Nominierung als Beste Hauptdarstellerin – Drama (Michelle Williams)
- Nominierung als Bester Nebendarsteller  (Paul Dano)
- Nominierung für den Besten Filmschnitt (Sarah Broshar and Michael Kahn)
- Nominierung für das Beste Szenenbild (Rick Carter)
- Nominierung für die Beste Filmmusik (John Williams)[58]

Screen Actors Guild Awards 2023
- Nominierung als Bester Nebendarsteller (Paul Dano)
- Nominierung als Bestes Schauspielensemble[59]

Toronto International Film Festival 2022
- Auszeichnung mit dem Grolsch People’s Choice Award[60]

VES Awards 2023
- Nominierung für die Besten unterstützenden visuellen Effekte in einem fotorealistischen Spielfilm[61]

Writers Guild of America Awards 2023
- Nominierung für das Beste Originaldrehbuch (Tony Kushner & Steven Spielberg)[62]